# Вольная Терешковка
Вольная Терешковка (укр. Вільна Терешківка) — село,
Червонознаменский сельский совет,
Кременчугский район,
Полтавская область,
Украина.
Код КОАТУУ — 5322486302. Население по переписи 2001 года составляло 1648 человек.

## Географическое положение
Село Вольная Терешковка находится на левом берегу реки Сухой Кагамлык,
выше по течению на расстоянии в 2 км расположено село Миловидовка,
на противоположном берегу и ниже по течению примыкает село Новая Знаменка.
Река в этом месте извилистая, образует лиманы, старицы и заболоченные озёра.
Рядом проходит железная дорога, станция Мазуровка на расстоянии в 1 км.

## История
- В 1862 году в деревне владельческой Терешковка было 8 дворов где жило 74 человека[2]
- В 1911 году в деревне Терешковка  проживало 1322 человека.[3]
- Есть на карте 1816 года как Терентиева[4]

## Экономика
- ЧП «Свитанок».
- ООО «Перлина».
- ЧП «Агротех».

## Объекты социальной сферы
- Школа.
- Дом культуры.

## Экология
- На расстоянии в 2 км от села расположен «Кременчугский нефтеперерабатывающий завод» и Кременчугская ТЭЦ.